# بوب غيبهارد
بوب غيبهارد (بالإنجليزية: Bob Gebhard)‏ هو لاعب كرة قاعدة أمريكي، ولد في 3 يناير 1943 في لامبيرتون في الولايات المتحدة.

## وصلات خارجية
- بوب غيبهارد على موقعبيزبول رفرنس.كوم (الدوري الرئيسي) (الإنجليزية)
- بوب غيبهارد على موقعبيزبول رفرنس.كوم (الدوري الثانوي) (الإنجليزية)